# Föreningen för kvinnans politiska rösträtt i Hudiksvall

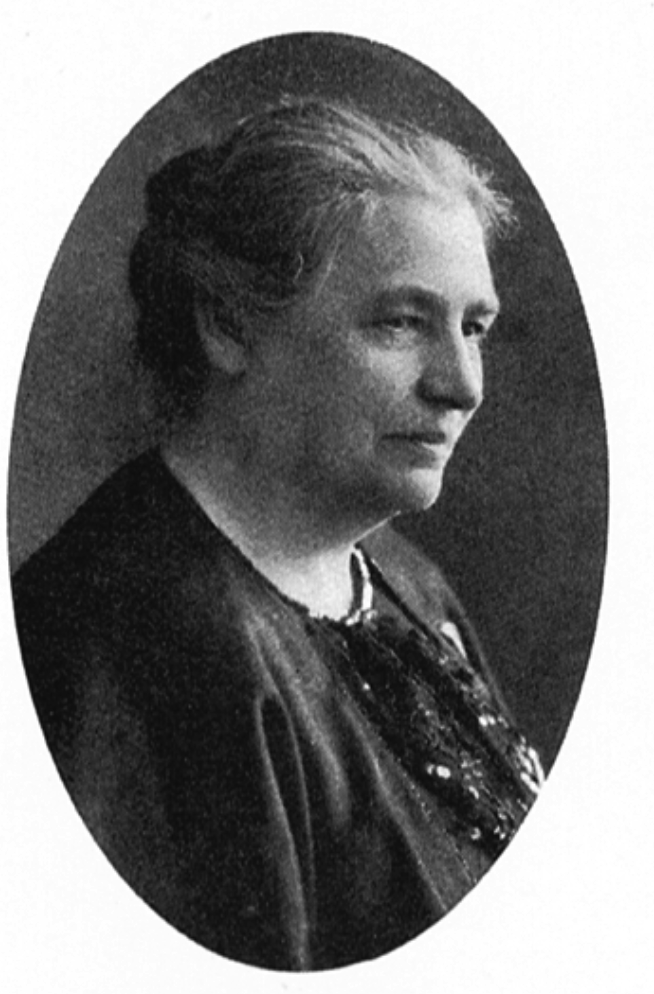
Stina Rodenstam

Föreningen för kvinnans politiska rösträtt i Hudiksvall, även kallad Hudiksvallföreningen för kvinnans politiska rösträtt, var Hudiksvalls lokalförening inom Landsföreningen för kvinnans politiska rösträtt (LKPR). Föreningen bildades 3 december 1903 och var verksam lokalt i Hudiksvall för införandet av kvinnors rösträtt i Sverige.
Bland aktiviteterna fanns föredrag, samkväm, insamling av medel och förhandlingar om samarbete med andra organisationer. 
1908 rapporterades: 
"Ortens riksdagsmannakandidater hava skriftligt interpellerats angående sin ställning till den kvinnliga rösträttsfrågan, och båda hava uttalat sin sympati för densamma. Vid lämpliga tillfällen har ordföranden lämnat föreningens medlemmar en översikt av den kvinnliga rösträttsfrågans läge och dess behandling vid årets riksdag".

## Ordförande
- Ebba Sundholm, 1903-1908
- Stina Rodenstam, 1908-1912
- Alma Persson, 1912-1919